# Liste des phares de Suisse
Cet article dresse la liste des phares de Suisse.
| Nom                        | Canton  | Étendue d'eau/Lieu | Coordonnées                 | Altitude (m) | Année | Photo                                  |
| -------------------------- | ------- | ------------------ | --------------------------- | ------------ | ----- | -------------------------------------- |
| Phare des Eaux-Vives       | Genève  | Léman              | 46° 12′ 29″ N, 6° 09′ 22″ E | 374          |       | Le phare des Eaux-Vives en 2021.       |
| Phare des Pâquis           | Genève  | Léman              | 46° 12′ 36″ N, 6° 09′ 25″ E | 374          | 1894  | Le phare des Pâquis en 2013.           |
| Phare de la Source du Rhin | Grisons | Col de l'Oberalp   | 46° 39′ 31″ N, 8° 40′ 16″ E | 2 046        | 2010  | Le phare de la Source du Rhin en 2011. |
| Phare Ylliam               | Genève  | Léman              | 46° 12′ 56″ N, 6° 10′ 08″ E | 374          | 2025  |                                        |